# Sergio Quiroga
Sergio Alejandro Quiroga Gabutti, noto semplicemente come Sergio Quiroga (Charata, 7 giugno 1994), è un calciatore argentino, attaccante del Ferro Carril Oeste in prestito dal Sarmiento (J).

## Caratteristiche tecniche
È una seconda punta.

## Carriera
Cresciuto nel settore giovanile dell'Argentinos Juniors, inizia la propria carriera professionistica nel Brown (A) dove gioca in prestito per la stagione 2015 di Primera B Metropolitana. Nel 2016 passa a titolo definitivo al Sarmiento (J) con cui debutta in Primera División il 22 giugno in occasione dell'incontro perso 3-1 contro il Patronato. 

## Statistiche

### Presenze e reti nei club
Statistiche aggiornate al 17 agosto 2021.
| Stagione        | Squadra         | Campionato      | Campionato | Campionato | Coppe nazionali | Coppe nazionali | Coppe nazionali | Coppe continentali | Coppe continentali | Coppe continentali | Altre coppe | Altre coppe | Altre coppe | Totale | Totale |
| Stagione        | Squadra         | Comp            | Pres       | Reti       | Comp            | Pres            | Reti            | Comp               | Pres               | Reti               | Comp        | Pres        | Reti        | Pres   | Reti   |
| --------------- | --------------- | --------------- | ---------- | ---------- | --------------- | --------------- | --------------- | ------------------ | ------------------ | ------------------ | ----------- | ----------- | ----------- | ------ | ------ |
| 2015            | Brown (A)       | PB              | 7          | 1          | CA              | 0               | 0               |                    | -                  | -                  |             | -           | -           | 7      | 1      |
| 2016-2017       | Sarmiento (J)   | PD              | 2          | 0          | CA              | 1               | 0               |                    | -                  | -                  |             | -           | -           | 3      | 0      |
| 2017-2018       | Sarmiento (J)   | PN              | 7          | 0          | CA              | 0               | 0               |                    | -                  | -                  |             | -           | -           | 7      | 0      |
| 2018-2019       | Sarmiento (J)   | PN              | 29         | 1          | CA              | 0               | 0               |                    | -                  | -                  |             | -           | -           | 29     | 1      |
| 2019-2020       | Sarmiento (J)   | PN              | 18         | 5          | CA              | 1               | 0               |                    | -                  | -                  |             | -           | -           | 19     | 5      |
| 2020            | Sarmiento (J)   | PN              | 7          | 0          |                 | -               | -               |                    | -                  | -                  |             | -           | -           | 7      | 0      |
| 2021            | Sarmiento (J)   | PD              | 4          | 0          | CA+CdL          | 2+13            | 0+1             |                    | -                  | -                  |             | -           | -           | 19     | 1      |
| Totale carriera | Totale carriera | Totale carriera | 74         | 7          |                 | 17              | 1               |                    | -                  | -                  |             | -           | -           | 91     | 8      |